# Millennium Tower (San Francisco)
De Millennium Tower is een wolkenkrabber in San Francisco, op 301 Mission Street. De bouw van de woontoren begon in 2004 en werd in 2009 voltooid. Het kostte $350.000.000 en werd ontworpen door Handel Architects.

## Ontwerp
De Millennium Tower telt 58 bovengrondse en 4 ondergrondse verdiepingen. Hij is 196,6 meter hoog en bevat 14 liften, 355 parkeerplaatsen en 440 appartementen. De totale oppervlakte bedraagt 106.933 vierkante meter. De verdiepingen zijn elk ongeveer 1.301 vierkante meter groot.
De gevel van de Millennium Tower bevat meerdere glazen en metalen vinnen om een gevoel van lichtheid en transparantie te geven. Ten noordoosten van het gebouw vindt men een kleinere toren die door middel van een atrium met het hoofdgebouw verbonden is.

## Constructieproblemen
Volgens bewoners van de toren is er sprake van verzakking, die zelfs zo erg is dat de toren inmiddels wordt vergeleken met de Toren van Pisa. Sinds de opening in 2009 is de 58-verdiepingen hoge wolkenkrabber ongeveer 43 cm gezonken en nog eens 35 cm naar het noordwesten gekanteld, waardoor bewoners vermoeden dat het met de fundering van het gebouw te maken heeft en zich zorgen maken om hun eigen veiligheid.
De ontwikkelaars daarentegen, hebben de oorzaak van het kantelen en zinken niet vastgesteld. Hoewel onderzoekers volhouden dat de fundering in orde is, worden ze geconfronteerd met toenemende bezorgdheid over de toekomst van het gebouw.